# Набережна Перемоги
Набережна Перемоги — вулиця, що проходить уздовж правого берега Дніпра у Соборному районі міста Дніпро.

## Опис
Починається на півночі від Січеславської набережної й закінчується у Південного мосту на Лоцманській Кам'янці. Після Південного мосту переходить у Далеку вулицю.
Довжина набережної Перемоги — 6900 метрів.

## Історія
Проходить райони Мандриківка та Лоцкам'янка, а також радянську новобудову — житловий район Перемога, який був зведений у колишніх плавнях з намитим на них піском, а частково — на знесеній приватній забудові Мандриківки та Лоцкам'янки. Набережна Перемоги була прокладена у 1969-71 роках, як головна транспортна артерія житлового району Лоцманський. Назви набережної Перемоги та житлового району Перемога (так у 1975 був перейменований Лоцманський) пов'язані з форсуванням історичного Дніпра восени 1943 року саме на цій ділянці.
14 січня 2023 року під час чергового ракетного обстрілу України російська армія поцілила ракетою Х-22 в будинок за адресою Набережна Перемоги, 118.

## Будівлі
- № 5 — Дніпровський палац дітей та юнацтва;
- № 7 — 25-поверховий житловий комплекс «Бартоломео-резорт-таун» з 5 будівель на 263 квартири; остання черга буде закінчена у 2020 році;[3][4]
- № 10 — Придніпровська державна академія фізичної культури і спорту;
- № 26б — бізнес-центр «Куб»;
- № 29 — ресторанно-готельний комплекс «Хутір»;
- № 30 — головний офіс банку «Приват-банк»;
- № 32 — будівля соцзабезпечення;
- № 37д — водяний парк «Хаппі-дей»;
- № 38б — Кафедра військової підготовки Національного технічного університету «Дніпровська політехніка»;
- № 40а — спортивний комплекс УДХТУ;

- № 42 — Механічний факультет Українського державного хіміко-технологічного університету;
- № 42а — Факультет технології органічних речовин та біотехнології УДХТУ;
- № 44 — 12-поверховий 16-секційний ЖК «Рівер-парк»
- № 44а, б — гуртожитки Дніпровського державного медичного університету;
- № 46б — середня загальноосвітня школа № 76;
- сквер «Прибережний»;
- № 59а — Храм Апостола Андрія Первозваного;
- № 92 — гуртожиток № 6 УДХТУ;
- № 126а — філіал № 24 Дніпровської міської бібліотеки[5].

## Транспорт
Набережною прокладено тролейбусні маршрути № 6, 12 та 10. Тролейбусні маршрути № 6 та 10 ходять до Бульвару Слави, маршрут №12 йде до Перемоги
Світлина

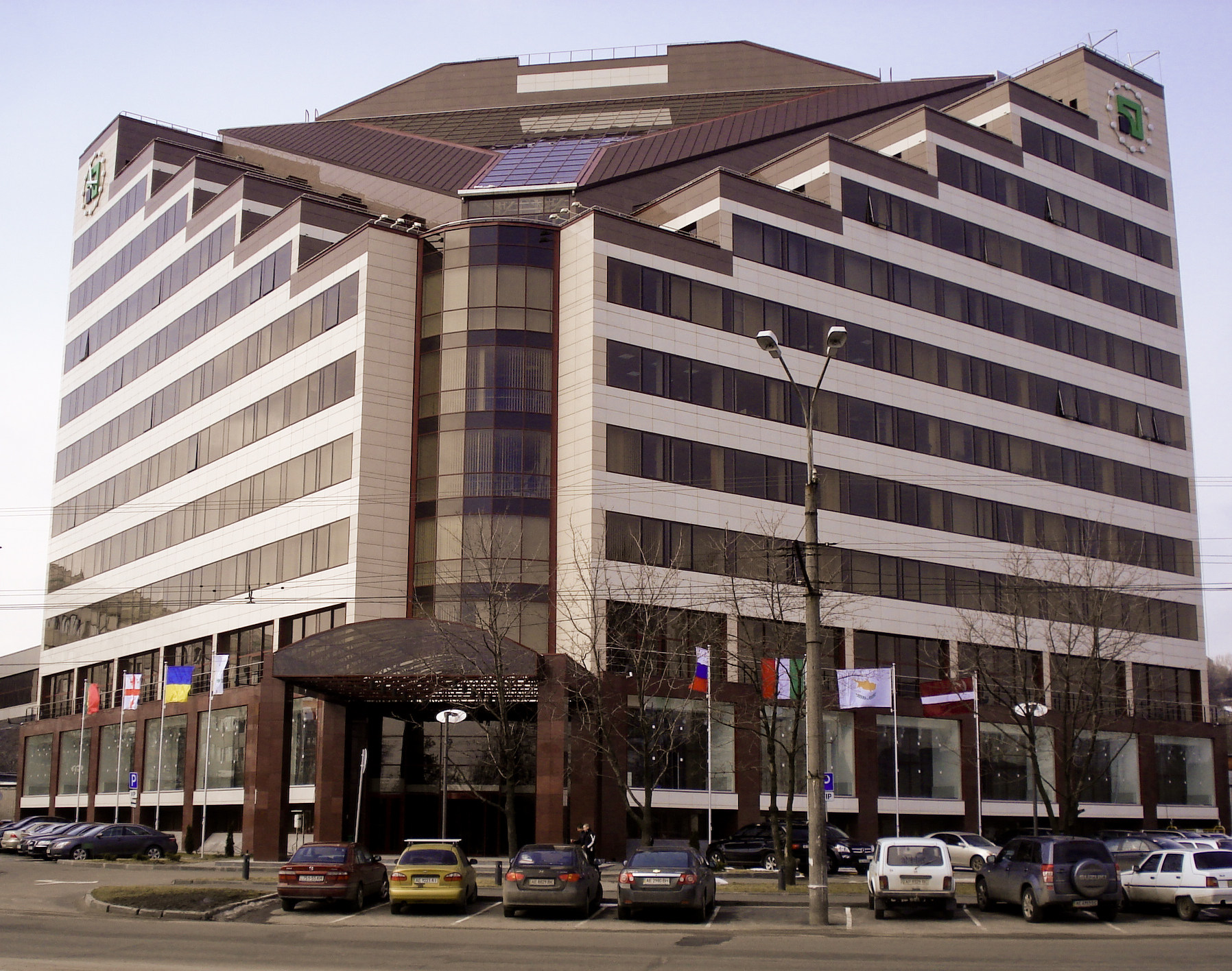
Головний офіс ПриватБанка на набережній Перемоги, 30
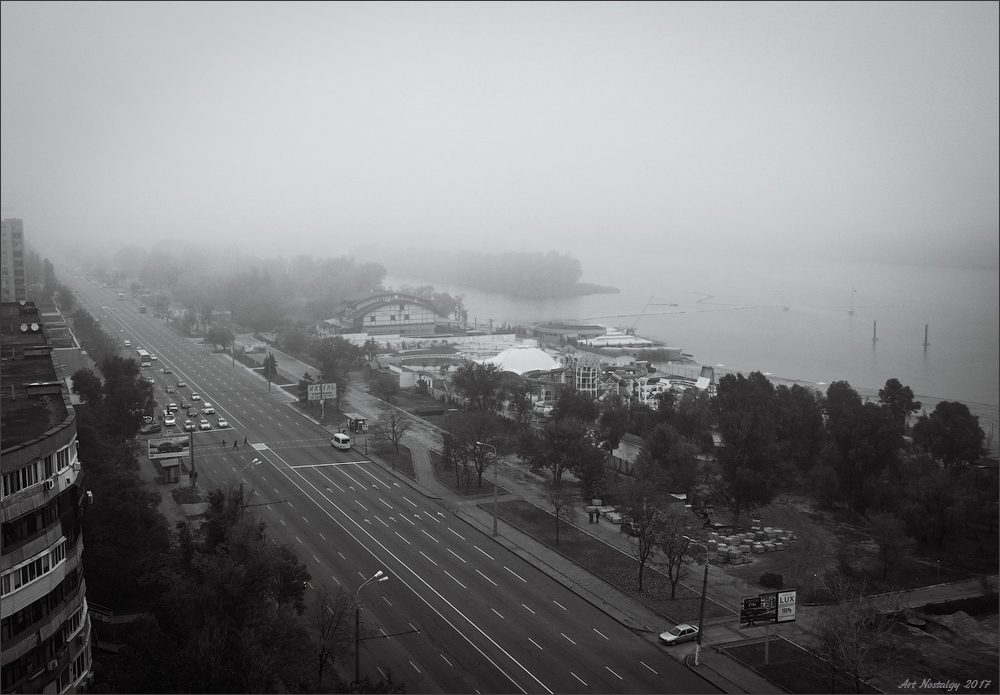
Набережна Перемоги в районі Аквапарку